# ギブソン (カクテル)
ギブソン (Gibson) は、ジンベースのカクテル。

## 由来
アメリカのイラストレーターチャールズ・ダナ・ギブソン（Charles Dana Gibson）の名が由来とする説が強いとされる。もともと酒に弱かった彼がパーティーの会場でカクテル・グラスに水を入れさせ、そこにカクテルオニオンを飾ってあたかも酒を飲んでいるように見せかけたという逸話がある。

## 標準的なレシピ
- ドライ・ジン - 45ml
- ドライ・ベルモット - 15ml

### 作り方
1. ドライ・ジンとドライ・ベルモットをシェイクする。
2. カクテル・グラス（容量75〜90ml程度）に注ぐ。
3. 最後にカクテルオニオン(玉ねぎの酢漬け)(en)を飾って完成。

### 備考
- シェイクではなく、ミキシング・グラスでステアすることで作る場合もある。
- マティーニとほぼ同じレシピだが、マティーニがオリーブを添えるのに対して、ギブソンはカクテルオニオンを用いる。また、マティーニは通常ステアであるのに対して、こちらは通常シェイクである[要出典]。